# Formule 1 in 1955
Het Formule 1-seizoen 1955 was het zesde FIA Formula One World Championship seizoen. Het begon op 16 januari en eindigde op 11 september na zeven races.
- Juan Manuel Fangio won zijn derde wereldtitel in een Mercedes.

## Kalender
| GP nr. | Ronde | Grand Prix              | Circuit                      | Plaats                 | Datum        |
| ------ | ----- | ----------------------- | ---------------------------- | ---------------------- | ------------ |
| 42     | 1     | GP van Argentinië       | Autódromo 17 de Octubre      | Buenos Aires           | 16 januari   |
| 43     | 2     | GP van Monaco           | Circuit de Monaco            | Monte Carlo            | 22 mei       |
| 44     | 3     | Indianapolis 500        | Indianapolis Motor Speedway  | Indianapolis (Indiana) | 30 mei       |
| 45     | 4     | GP van België           | Circuit de Spa-Francorchamps | Stavelot               | 5 juni       |
| 46     | 5     | GP van Nederland        | Circuit Park Zandvoort       | Zandvoort              | 19 juni      |
| 47     | 6     | GP van Groot-Brittannië | Aintree Circuit              | Aintree                | 16 juli      |
| 48     | 7     | GP van Italië           | Autodromo Nazionale Monza    | Monza                  | 11 september |

### Afgelast
De Grands Prix van Frankrijk, Duitsland, Zwitserland en Spanje werden afgelast na de verschrikkelijke ramp in de 24 uur van Le Mans op 11 juni 1955.
| Ronde | Grand Prix         | Circuit                   | Plaats    | Originele datum |
| ----- | ------------------ | ------------------------- | --------- | --------------- |
| 6     | GP van Frankrijk   | Circuit Reims-Gueux       | Reims     | 3 juli          |
| 8     | GP van Duitsland   | Nürburgring Nordschleife  | Nürburg   | 31 juli         |
| 9     | GP van Zwitserland | Stratencircuit Bremgarten | Bern      | 21 augustus     |
| 11    | GP van Spanje      | Circuit Pedralbes         | Barcelona | 23 oktober      |

## Resultaten en klassement

### Grands Prix
| Ronde | Grand Prix              | Poleposition          | Snelste ronde      | Winnende coureur    | Winnende constructeur    | Banden | Verslag |
| ----- | ----------------------- | --------------------- | ------------------ | ------------------- | ------------------------ | ------ | ------- |
| 1     | GP van Argentinië       | José Froilán González | Juan Manuel Fangio | Juan Manuel Fangio  | Mercedes                 | C      | Verslag |
| 2     | GP van Monaco           | Juan Manuel Fangio    | Juan Manuel Fangio | Maurice Trintignant | Ferrari                  | E      | Verslag |
| 3     | Indianapolis 500        | Jerry Hoyt            | Bill Vukovich      | Bob Sweikert        | Kurtis Kraft-Offenhauser | F      | Verslag |
| 4     | GP van België           | Eugenio Castellotti   | Juan Manuel Fangio | Juan Manuel Fangio  | Mercedes                 | C      | Verslag |
| 5     | GP van Nederland        | Juan Manuel Fangio    | Roberto Mieres     | Juan Manuel Fangio  | Mercedes                 | C      | Verslag |
| 6     | GP van Groot-Brittannië | Stirling Moss         | Stirling Moss      | Stirling Moss       | Mercedes                 | C      | Verslag |
| 7     | GP van Italië           | Juan Manuel Fangio    | Stirling Moss      | Juan Manuel Fangio  | Mercedes                 | C      | Verslag |

### Puntentelling
Punten worden toegekend aan de top vijf geklasseerde coureurs, en 1 punt voor de coureur die de snelste ronde heeft gereden in de race. 
| Positie | 0;1e0 | 02e0 | 03e0 | 04e0 | 05e0 | 0S0 |
| Punten  | 8     | 6    | 4    | 3    | 2    | 1   |

### Klassement bij de coureurs
Slechts de beste vijf van de zeven resultaten telden mee voor het kampioenschap, resultaten die tussen haakjes staan telden daarom niet mee voor het kampioenschap. Bij "Punten" staan de getelde kampioenschapspunten gevolgd door de totaal behaalde punten tussen haakjes. Punten werden verdeeld als meerdere coureurs één auto hadden gedeeld. Daarbij werd niet gekeken naar het aantal ronden dat elke coureur had gereden.
| Pos.             | Coureur                 | ARG             | MON       | 500  | BEL      | NED  | GBR      | ITA  | Punten  |
| ---------------- | ----------------------- | --------------- | --------- | ---- | -------- | ---- | -------- | ---- | ------- |
| 1                | Juan Manuel Fangio      | 1S              | DNFP(S)   |      | 1S       | 1P   | 2        | 1P   | 40 (41) |
| 2                | Stirling Moss           | 4^ / DNF        | 9         |      | 2        | 2    | 1PS      | DNFS | 23      |
| 3                | Eugenio Castellotti     | DNF^            | 2         |      | DNFP     | 5    | 6^ / DNF | 3    | 12      |
| 4                | Maurice Trintignant     | 2^ / 3^ / DNF   | 1         |      | 6        | DNF  | DNF      | 8    | 111⁄3   |
| 5                | Nino Farina             | 2^ / 3^         | 4         |      | 3        |      |          | DNS  | 101⁄3   |
| 6                | Piero Taruffi           |                 | 8^        |      | DNS      |      | 4        | 2    | 9       |
| 7                | Bob Sweikert            |                 |           | 1    |          |      |          |      | 8       |
| 8                | Roberto Mieres          | 5               | DNF       |      | 5^       | 4S   | DNF      | 7    | 7       |
| 9                | Jean Behra              | 6^ / DNF^ / DNF | 3^ / DNF^ |      | 5^ / DNF | 6    | DNF      | 4    | 6       |
| 10               | Luigi Musso             | 7^ / DNF^       | DNF       |      | 7        | 3    | 5        | DNF  | 6       |
| 11               | Karl Kling              | 4^ / DNF        |           |      | DNF      | DNF  | 3        | DNF  | 5       |
| 12               | Jimmy Davies            |                 |           | 3    |          |      |          |      | 4       |
| 13               | Tony Bettenhausen       |                 |           | 2^   |          |      |          |      | 3       |
| 13               | Paul Russo              |                 |           | 2^   |          |      |          |      | 3       |
| 15               | Paul Frère              |                 | 8^        |      | 4        |      |          |      | 3       |
| 16               | Johnny Thomson          |                 |           | 4    |          |      |          |      | 3       |
| 17               | José Froilán González   | 2P^             |           |      |          |      |          |      | 2       |
| 18               | Cesare Perdisa          |                 | 3^ / DNF^ |      | 8        |      |          |      | 2       |
| 19               | Luigi Villoresi         | DNF^ / DNF      | 5         |      |          |      |          | DNS  | 2       |
| 20               | Carlos Menditeguy       | DNF^ / DNF      |           |      |          |      |          | 5    | 2       |
| 21               | Umberto Maglioli        | 3^              |           |      |          |      |          | 6    | 1⁄3     |
| 22               | Hans Herrmann           | 4^              | DNQ       |      |          |      |          |      | 1       |
| 23               | Walt Faulkner           |                 |           | 5^   |          |      |          |      | 1       |
| 23               | Bill Homeier            |                 |           | 5^   |          |      |          |      | 1       |
| 25               | Bill Vukovich           |                 |           | DNFS |          |      |          |      | 1       |
| 26               | Mike Hawthorn           |                 | DNF       |      | DNF      | 7    | 6^       | 10   | 0       |
| 27               | Harry Schell            | 6^ / 7^ / DNF^  | DNF       |      | DNS      |      | 9^ / DNF | DNF  | 0       |
| 28               | Louis Chiron            |                 | 6         |      |          |      |          |      | 0       |
| 28               | Andy Linden             |                 |           | 6    |          |      |          |      | 0       |
| 30               | Jacques Pollet          |                 | 7         |      |          | 10   |          | DNF  | 0       |
| 31               | Sergio Mantovani        | 7^ / DNF^       |           |      |          |      |          |      | 0       |
| 31               | Al Herman               |                 |           | 7    |          |      |          |      | 0       |
| 31               | Mike Sparken            |                 |           |      |          |      | 7        |      | 0       |
| 34               | Hernando da Silva Ramos |                 |           |      |          | 8    | DNF      | DNF  | 0       |
| 35               | Lance Macklin           |                 | DNQ       |      |          |      | 8        |      | 0       |
| 36               | Pat O'Connor            |                 |           | 8    |          |      |          |      | 0       |
| 37               | Louis Rosier            |                 | DNF       |      | 9        | 9    |          |      | 0       |
| 38               | Ken Wharton             |                 |           |      |          |      | 9^       | DNF  | 0       |
| 39               | Jimmy Daywalt           |                 |           | 9    |          |      |          |      | 0       |
| 39               | John Fitch              |                 |           |      |          |      |          | 9    | 0       |
| 41               | Pat Flaherty            |                 |           | 10   |          |      |          |      | 0       |
| 42               | Duane Carter            |                 |           | 11   |          |      |          |      | 0       |
| 42               | Johnny Claes            |                 |           |      | DNS      | 11   |          |      | 0       |
| 44               | Chuck Weyant            |                 |           | 12   |          |      |          |      | 0       |
| 45               | Eddie Johnson           |                 |           | 13   |          |      |          |      | 0       |
| 46               | Jim Rathmann            |                 |           | 14   |          |      |          |      | 0       |
|                  | Robert Manzon           |                 | DNF       |      |          | DNF  | DNF      |      | 0       |
| Horace Gould     |                         |                 |           |      | DNF      | DNF  | DNF      | 0    |         |
| Alberto Ascari   | DNF                     | DNF             |           |      |          |      |          | 0    |         |
| Élie Bayol       | DNF                     | DNF             |           |      |          |      |          | 0    |         |
| André Simon      |                         | DNF             |           |      |          | DNF  |          | 0    |         |
| Peter Collins    |                         |                 |           |      |          | DNF  | DNF      | 0    |         |
| Peter Walker     |                         |                 |           |      | DNF      | DNF^ |          | 0    |         |
| Jesus Iglesias   | DNF                     |                 |           |      |          |      |          | 0    |         |
| Pablo Birger     | DNF                     |                 |           |      |          |      |          | 0    |         |
| Alberto Uria     | DNF                     |                 |           |      |          |      |          | 0    |         |
| Clemar Bucci     | DNF^                    |                 |           |      |          |      |          | 0    |         |
| Don Freeland     |                         |                 | DNF       |      |          |      |          | 0    |         |
| Cal Niday        |                         |                 | DNF       |      |          |      |          | 0    |         |
| Art Cross        |                         |                 | DNF       |      |          |      |          | 0    |         |
| Shorty Templeman |                         |                 | DNF       |      |          |      |          | 0    |         |
| Sam Hanks        |                         |                 | DNF       |      |          |      |          | 0    |         |
| Keith Andrews    |                         |                 | DNF       |      |          |      |          | 0    |         |
| Johnnie Parsons  |                         |                 | DNF       |      |          |      |          | 0    |         |
| Eddie Russo      |                         |                 | DNF       |      |          |      |          | 0    |         |
| Ray Crawford     |                         |                 | DNF       |      |          |      |          | 0    |         |
| Jimmy Bryan      |                         |                 | DNF       |      |          |      |          | 0    |         |
| Jack McGrath     |                         |                 | DNF       |      |          |      |          | 0    |         |
| Al Keller        |                         |                 | DNF       |      |          |      |          | 0    |         |
| Rodger Ward      |                         |                 | DNF       |      |          |      |          | 0    |         |
| Johnny Boyd      |                         |                 | DNF       |      |          |      |          | 0    |         |
| Ed Elisian       |                         |                 | DNF       |      |          |      |          | 0    |         |
| Jerry Hoyt       |                         |                 | DNFP      |      |          |      |          | 0    |         |
| Fred Agabashian  |                         |                 | DNF       |      |          |      |          | 0    |         |
| Jimmy Reece      |                         |                 | DNF       |      |          |      |          | 0    |         |
| Kenneth McAlpine |                         |                 |           |      |          | DNF  |          | 0    |         |
| Jack Brabham     |                         |                 |           |      |          | DNF  |          | 0    |         |
| Roy Salvadori    |                         |                 |           |      |          | DNF  |          | 0    |         |
| Leslie Marr      |                         |                 |           |      |          | DNF  |          | 0    |         |
| Tony Rolt        |                         |                 |           |      |          | DNF^ |          | 0    |         |
| Jean Lucas       |                         |                 |           |      |          |      | DNF      | 0    |         |
| Ted Whiteaway    |                         | DNQ             |           |      |          |      |          | 0    |         |
| Pos.             | Coureur                 | ARG             | MON       | 500  | BEL      | NED  | GBR      | ITA  | Punten  |

| Resultaat                       |
| ------------------------------- |
| Winnaar                         |
| Tweede plaats                   |
| Derde plaats                    |
| Gefinisht (punten behaald)      |
| Gefinisht (geen punten behaald) |
| Niet geklasseerd (NC)           |
| Uitgevallen (DNF)               |
| Niet gekwalificeerd (DNQ)       |
| Gediskwalificeerd (DSQ)         |
| Niet gestart (DNS)              |
| Gewond (INJ)                    |
| Uitgesloten (EX)                |
| Teruggetrokken (WD)             |
| Niet deelgenomen (blanco cel)   |
| P Pole position                 |
| S Snelste ronde                 |

- ^ Positie gedeeld door meerdere coureurs van dezelfde wagen.

1950 · 1951 · 1952 · 1953 · 1954 · 1955 · 1956 · 1957 · 1958 · 1959 · 1960 · 1961 · 1962 · 1963 · 1964 · 1965 · 1966 · 1967 · 1968 · 1969 · 1970 · 1971 · 1972 · 1973 · 1974 · 1975 · 1976 · 1977 · 1978 · 1979 · 1980 · 1981 · 1982 · 1983 · 1984 · 1985 · 1986 · 1987 · 1988 · 1989 · 1990 · 1991 · 1992 · 1993 · 1994 · 1995 · 1996 · 1997 · 1998 · 1999 · 2000 · 2001 · 2002 · 2003 · 2004 · 2005 · 2006 · 2007 · 2008 · 2009 · 2010 · 2011 · 2012 · 2013 · 2014 · 2015 · 2016 · 2017 · 2018 · 2019 · 2020 · 2021 · 2022 · 2023 · 2024 · 2025 · 2026 
 Lijst van Formule 1 Grand Prix-wedstrijden